# 밀라노 교외 철도 S1선
S1선(이탈리아어: Linea S1)은 이탈리아 밀라노시와 근교를 다니는 밀라노 교외 철도 체계의 통근철도 노선이다.
S1선은 밀라노-사론노선, 밀라노 파산테선, 밀라노-볼로냐선을 따라 운행된다.  S1선을 비롯해 모든 밀라노 교외 철도 노선은 트레노르드에서 운영하고 있다.

## 경로
S1선은 밀라노시를 횡단하는 노선으로, 사론노역에서 출발하여 남동쪽 방면으로 밀라노 란체티역까지 향한다. 그곳에서 밀라노 파산테선을 따라 밀라노 시를 통과하여 밀라노 로고데로역까지 이어지며, 그 후로는 다시 교외로 나가 로디역까지 운행된다. 총 이동 시간은 1시간 29분에 달한다.

## 역사
S1선은 2004년 12월 12일에 처음 개통되었으며, 사론노-밀라노 포르타 비토리아 구간에 한하여 운행되었다.
2008년 6월 15일 운행 개편으로 밀라노 포르타 비토리아역에서 밀라노 로고레도역까지 운행범위가 연장되었다. 로고레도역에서 제노아, 볼로냐, 만투아를 오가는 지역철도 및 장거리철도 열차로 환승할 수 있게 되었다.
2009년 12월 13일 한차례 더 개편되어 낮시간대 러시아워에 한하여 로고레도역에서 로디역까지 추가로 운행범위가 연장되었다. 2010년 6월 13일부터는 월요일부터 금요일까지 전 시간으로 확대되었다.

## 역 목록
S1선이 다니는 역은 다음과 같다. 푸른색 배경은 밀라노 시 권역에 속하는 역이다.
| 역                              | 환승                                                                                         | 주 |
| ------------------------------- | -------------------------------------------------------------------------------------------- | -- |
| 사론노                          | MXP                                                                                          |    |
| 사론노 수드                     |                                                                                              |    |
| 카론노 페르투셀라               |                                                                                              |    |
| 체사테                          |                                                                                              |    |
| 가르바냐테 밀라네세             |                                                                                              |    |
| 가르바냐테 파르코 델레 그로아네 |                                                                                              |    |
| 볼라테 노르드                   |                                                                                              |    |
| 볼라테 첸트로                   |                                                                                              |    |
| 노바테 밀라네세                 |                                                                                              |    |
| 밀라노 콰르토 오자로            |                                                                                              |    |
| 밀라노 보비사                   | MXP                                                                                          |    |
| 밀라노 란체티                   | Line S11 · Line S12 · Line S13                                                               |    |
| 밀라노 포르타 가리발디          | MXP                                                                                          |    |
| 밀라노 레푸블리카               | Line M3 · Line S12 · Line S13                                                                |    |
| 밀라노 포르타 베네치아          | Line M1 · Line S12 · Line S13                                                                |    |
| 밀라노 다테오                   | package.lua 80번째 줄에서 Lua 오류: module 'Module:Adjacent stations/Milan Metro' not found. |    |
| 밀라노 포르타 비토리아          | Line S12 · Line S13                                                                          |    |
| 밀라노 로고레도                 | Line M3 · Line S12 · Line S13 · Treni regionali                                              |    |
| 산 도네토 밀라네세              | Line S12                                                                                     |    |
| 보르골롬바르도                  | Line S12                                                                                     |    |
| 산 줄리아노 밀라네세            | Line S12                                                                                     |    |
| 멜레냐노                        | Line S12                                                                                     |    |
| 산 체노네 알 람브로             |                                                                                              |    |
| 타바차노                        |                                                                                              |    |
| 로디                            | Treni regionali                                                                              |    |

## 같이 보기
- 밀라노 교외 철도의 역 목록
- 이탈리아의 철도
- 밀라노의 교통